# كوثر (عائلة صواريخ كروز بحرية)
عائلة صواريخ كوثر: هي صواريخ بحرية ذكية من طراز كروز مضادة للسفن ومجهزة بمحرك يعمل بالوقود الصلب، تم تصنيع هذه السلسلة من الصواريخ في المؤسسة الدفاعية للصناعات الجوية الفضائية التابعة لوزارة الدفاع الإيرانية. وتتمتع بتقنية دفاعية متطورة وتتلائم مع الخصائص الإقليمية للخليج العربي وخليج عمان. وتضم هذه العائلة ثلاث نماذج يتراوح مداها بين 15 و 20 و 25 كيلومتر، حيث توجد بعض النسخ بتوجيه تلفزيوني أو حراري أو بباحث راداري ملمتري. تعتبر هذه الصواريخ خفيفة الوزن ومن فئة الصواريخ القصيرة المدى. ولهذه الصواريخ القدرة على إصابة واغراق أهدافها المتمثلة بالمدمرات البحرية الصغيرة وكذلك السفن الحربية الصغيرة والمتوسطة الحجم، وذلك عبر 3 أوضاع مختلفة وهي (ساحل-بحر) و (بحر-بحر) و (جو-بحر)، أي يمكن إطلاقها من منصات ساحلية أو مروحيات أو زوارق سريعة، والتي يلاحظ فيها بعض الإختلافات من حيث الوزن والمدى. يذكر أنه وبعد إنتهاء الحرب العراقية الإيرانية (1980-1988)، ركز التصنيع العسكري الإيراني على تصميم وإنتاج صواريخ مضادة للسفن بمديات مختلفة لاسيما صواريخ (كروز) التي يمكن إطلاقها من الطائرات والمنصات الأرضية والسفن والغواصات. حيث تعتبر الصواريخ متوسطة المدى من طراز «نصر» و«كوثر» و«ظفر» و«نور» بمدى 120 كيلومتراً، وصاروخ «قادر» بمدى 200 كيلومتر وصاروخ «قدير» بمدى 300 كليومتر، وصاروخ شهيد أبو مهدي بمدى أكثر من 1000 كيلومتر، والذي يُعَد جيل جديد من صواريخ كروز البحرية إيرانية الصنع، والمزود برأس ذي توجيه نشط بالرادار. يُطلَق من الأعماق بواسطة الغواصات بالإضافة إلى البوارج البحرية الإيرانية. والمزود بمحرك نفاث من فئة طلوع، وله أجنحة مستطيلة ذات رأس دائري. من ضمن أنواع الصواريخ البحرية الإيرانية من طراز (كروز).

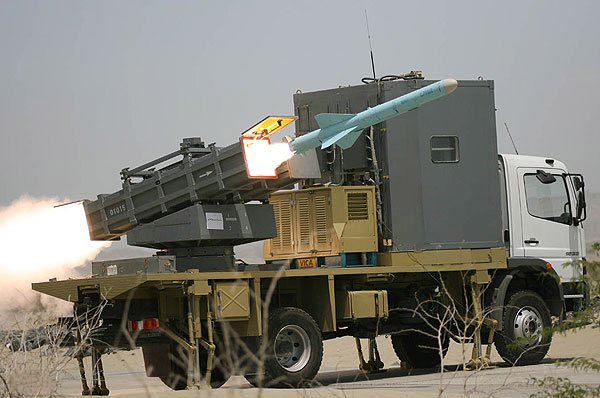
أحد نماذج عائلة صواريخ كوثر أثناء الإطلاق

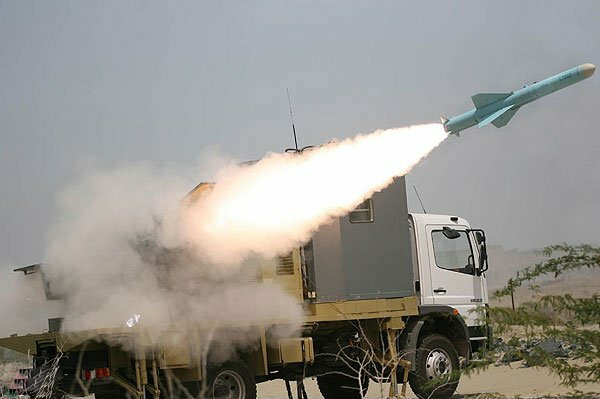
صاروخ كروز كوثر بعد الإطلاق

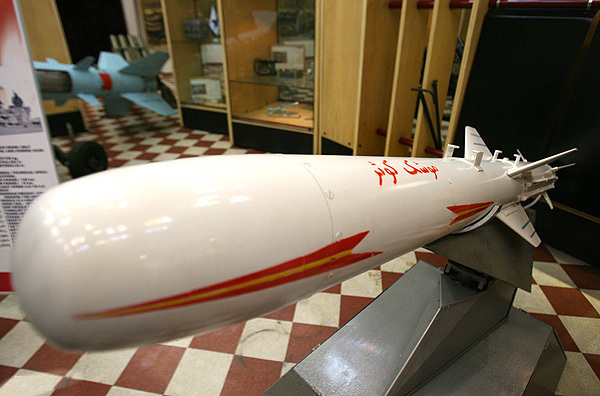
أحد نماذج عائلة صواريخ كوثر البحرية

## صناعة الصواريخ البحرية الإيرانية
استثمرت جمهورية إيران مبالغ كبيرة في الصناعات العسكرية للقوات المسلحة، لتصميم وإنتاج صواريخ مضادة للسفن بمديات مختلفة لاسيما صواريخ «كروز» التي لديها قابلية الإطلاق من ثلاث فئات، من الطائرات ومنصات الإطلاق الأرضية ومن السفن والغواصات. وقد تسارعت وتيرة تطوير وتوسيع قسماً من المعدات الصاروخية للبلاد في مختلف القطاعات خلال السنوات الماضية، حيث يمكن ملاحظة مضاعفة سرعة هذا التطور بشكل واضح. وفي أحدث الإنجازات العسكرية في هذا الصدد، تم تزويد القوة الجوية الإيرانية بصواريخ كروز «نصر» المضادة للسفن، حيث قامت مؤسسة الصناعات الجوفضائية التابعة لوزارة الدفاع، بتسليم القوة الجوية في الجيش الإيراني، أول مجموعة منتجة من هذه الصواريخ المضادة للسفن والتي تُطلَق جواً. واستثمرت الجمهورية الإسلامية في إيران مبالغ كبيرة لإنتاج صواريخ مضادة للسفن بمديات مختلفة لاسيما في إنتاج أنواع متنوعة من صواريخ كروز التي لها قابلية الإطلاق من ثلاث فئات رئيسية أي منصات عائمة ومن الطائرات والمنصات الأرضية. اما عن مديات هذه الصواريخ فهي تتفاوت من صاروخ لآخر، ولكن هناك إنجازات تحققت فيما يخص مديات هذه الصواريخ في الآونة الأخيرة بحسب مصادر دولية وأخرى إيرانية. حيث أكد مسؤول كبير بالجيش الإيراني يوم 16 تشرين الأول من عام 2018م إن طهران زادت مدى صواريخها الباليستية أرض-بحر إلى 700 كيلومتر ونقلت وكالة فارس للأنباء عن أمير علي حاجي زادة قائد القوات الجوفضائية بالحرس الثوري قوله «نجحنا في صنع صواريخ باليستية أرض-بحر، ليست صواريخ كروز، صواريخ يمكنها قصف أي مركب أو سفينة من على بعد 700 كيلومتر»، وقال حاجي زادة إن الحرس الثوري ركز على زيادة مدى الصواريخ أرض-بحر بعدما سأل الزعيم الأعلى الإيراني آية الله علي خامنئي الجيش قبل نحو عشرة أعوام عن إمكانية (قصف سفن) باستخدام مقذوفات باليستية. وتُعتبَر قوة الدفاع الساحلي والصواريخ الباليستية المضادة للسفن الإيرانية ثاني قوة نوعية بالأهمية في القوات الإيرانية. والميزة بهذه القوة أنها ترتكز على الصناعة المحلية بشكل كبير جداً. وتتنوع بين صواريخ ساحلية قصيرة المدى تتراوح بين 15 إلى 35 كيلومتر ومتوسطة المدى بين 85 إلى 200 كيلومتر وبعيدة المدى بين 300 إلى 500 كيلومتر، وهذه الصواريخ تتنوع بين الباليستية المضادة للسفن والصواريخ الجوالة المضادة للسفن. كذلك نجحت جمهورية إيران بتصميم وتصنيع صاروخ كروز بحري بمدى 1000 كيلومتر وهو صاروخ شهيد أبو مهدي والذي هو جيل جديد من صواريخ كروز البحرية إيرانية الصنع، مزود برأس ذي توجيه نشط بالرادار. يُطلَق من الأعماق بواسطة الغواصات بالإضافة إلى البوارج البحرية الإيرانية. كما تم تزويده بمحرك نفاث من فئة طلوع، وله أجنحة مستطيلة ذات رأس دائري. يبلغ مداه أكثر من (1000) كيلومتر، وقطره يبلغ 55 سم. وله القدرة على تخطي المنظومات الدفاعية الخاصة بالعدو. فهو صاروخ مخصص لحماية المداخل البحرية لمضيق هرمز ولسواحل إيران الغربية على الخليج العربي وعلى خليج عمان وبحر العرب، كما وانه يطير على علوٍ منخفض. تم الإعلان عنه رسمياَ في الشهر الثامن من سنة 2020م.

## خصائص الصاروخ
ان صواريخ أرض ـ بحر كوثر التي تمت تجربتها سنة 2006م. لها القدرة على مكافحة أنظمة التصدي الإلكترونية ولا يمكن حرفها عن مسارها بأي جهازٍ كان. وتتمتع هذه الصواريخ البحرية بتقنية دفاعية متطورة. ومزودة بمحرك يعمل بالوقود الصلب بدلاً من الوقود السائل. ان بعض نماذج عائلة صواريخ كوثر توجد بتوجيه تلفزيوني أو حراري أو بباحث راداري ملمتري. ولهذه الصواريخ القدرة على إصابة واغراق أهدافها المتمثلة بالمدمرات البحرية الصغيرة وكذلك السفن الحربية الصغيرة والمتوسطة الحجم. ان صواريخ «كوثر» المجهزة بمنظومة تحكم عن بعد ومنظومة باحثة في الحرب الإلكترونية، تمتلك فضلاً عن القدرة على الدفاع عن المناطق الساحلية والجزر، إمكانية التصدي أيضاً لأي هجوم من خارج المنطقة. يذكر ان جمهورية إيران تمتلك عدة صواريخ قصيرة ومتوسطة وطويلة المدى، حيث عملت على تطوير منظومتها الصاروخية في فترة ما قبل الثورة الإسلامية الإيرانية وما بعدها، خاصةً في ظل القيود والضغوط الغربية التي فرضت عليها.

## عرض صاروخ كوثر البحري
وفي سنة 2014م تم عرض صاروخ كوثر البحري الإيراني في جناح المؤسسة الدفاعية للصناعات الجوية والفضائية في معرض (قابليات وزارة الدفاع) بالإضافة إلى صاروخ كوثر، تم عرض أنواع من الصواريخ البرية الإيرانية من بينها فاتح 110 ونازعات وزلزال، وصواريخ مضادة للدروع من بينها صاروخ صاعقة، وصواريخ الدفاع الجوي مثل صاروخ صياد إضافةً إلى مدافع مقاومة الطائرات.

## نماذج عائلة صواريخ كوثر
ان سلسلة صواريخ كوثر هي من طراز كروز مضادة للسفن ومجهزة بمحرك يعمل بالوقود الصلب، خفيفة الوزن ومن فئة الصواريخ قصيرة المدى. ولهذه السلسلة من الصواريخ القدرة على إصابة واغراق أهدافها المتمثلة بالسفن الحربية الصغيرة والمتوسطة، وذلك عبر 3 أوضاع مختلفة وهي (ساحل-بحر) و (بحر-بحر) و (جو-بحر)، والتي يلاحظ فيها بعض الإختلافات من حيث الوزن والمدى. وفقاً للمعلومات الواردة، فقد صُمِمَ واحد من النماذج الـ 3 لهذا الصاروخ بنوعين راداري وتلفزيوني (بصري)، والنوع الأخير لا يمكن رصده. ويمكن لهذه الصواريخ الخفيفة نصبها على الزوارق السريعة بما في ذلك زورق «ذو الفقار» وبقية الزوارق السريعة لتلعب دوراً هاماً في زيادة قدراتها الهجومية، فضلاً عن إمكانية نصبها على مقاتلات القوة الجوية لجيش الجمهورية الإسلامية في إيران. وكما تم في الأعوام الأخيرة تجهيز مروحية «شاهد 285» والطائرة من دون طيار «كرار» الهجومية بصاروخين من طراز كروز البحري كوثر. ان النموذج الأخير أي كوثر - 3 يبلغ وزنه 120 كلغم، وبمدى 25 كيلومتر، فيما يبلغ رأسه الحربي 29 كلغم من المواد المتفجرة، وسرعته تقترب من 0.8 من سرعة الصوت.

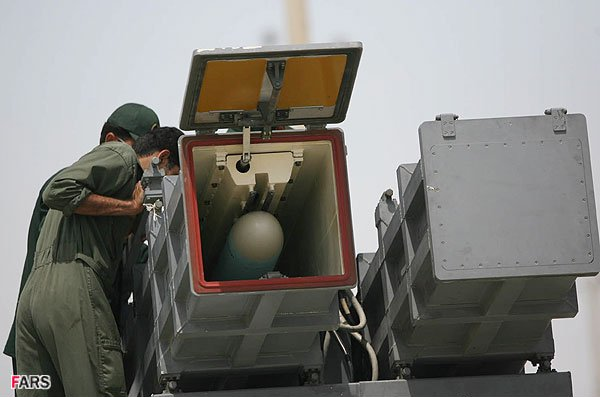
تجهيز أحد نماذج عائلة صواريخ كوثر

## اختبار صاروخ كروز كوثر
أعلنت جمهورية إيران في سنة 2006م، نجاح إطلاق صاروخ كوثر المضاد للسفن والذي لا يمكن حرفه عن مساره وذلك في اليوم الرابع من المناورات العسكرية التي أُطلِقَ عليها اسم (الرسول الأعظم) بالقرب من الخليج العربي والتي استمرت لمدة أسبوع. ونقل التلفزيون الإيراني الرسمي صوراً مع الإعلان عن «إطلاق صاروخ كوثر المضاد للسفن المتوسط المدى والمتطور جداً بنجاح»، وإجراء «تجربة ناجحة لطائرة مائية حديثة جداً». وأكد الناطق باسم القوات الإيرانية انه لا يمكن لأجهزة الرادار رصد صواريخ «كوثر» أو الطائرة المائية الجديدة. وأضاف أن الطائرة صغيرة الحجم بطيار واحد تطير على ارتفاع منخفض فوق سطح الماء ويمكن استخدامها كقنبلة طائرة لتنفيذ عملية إنتحارية على سفينة. بالإضافة إلى ذلك جربت إيران الطوربيد «حوت» الذي وصفته بأنه «صاروخ تحت الماء»، وذلك بعد تأكيدها مع بدء مناورات (الرسول الاعظم) عن تجربة صاروخ متعدد الرؤوس.

## معرض الصور

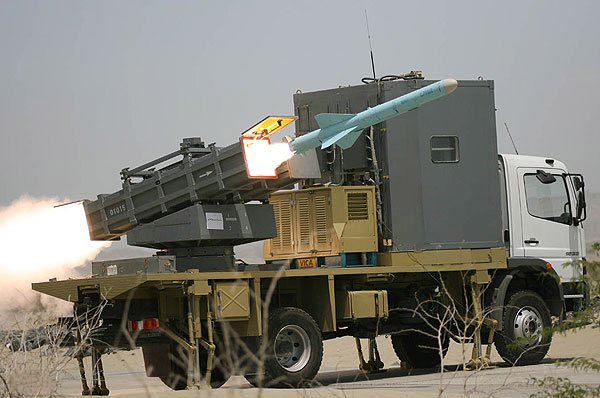
أحد نماذج عائلة صواريخ كوثر أثناء الإطلاق

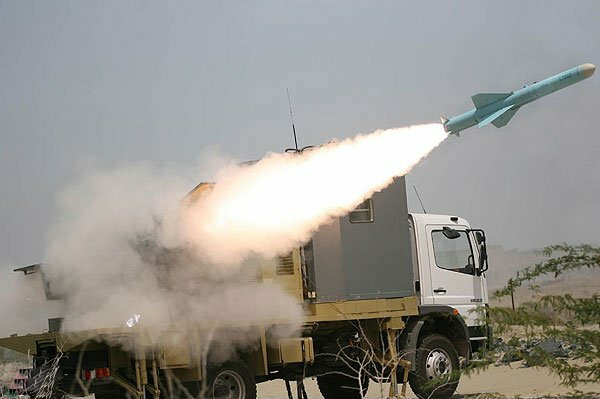
صاروخ كروز كوثر بعد الإطلاق

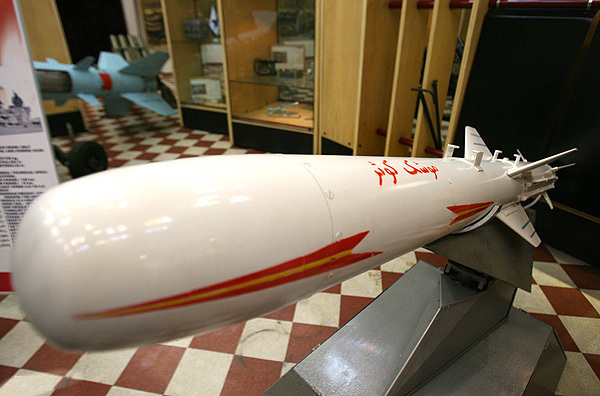
أحد نماذج عائلة صواريخ كوثر البحرية

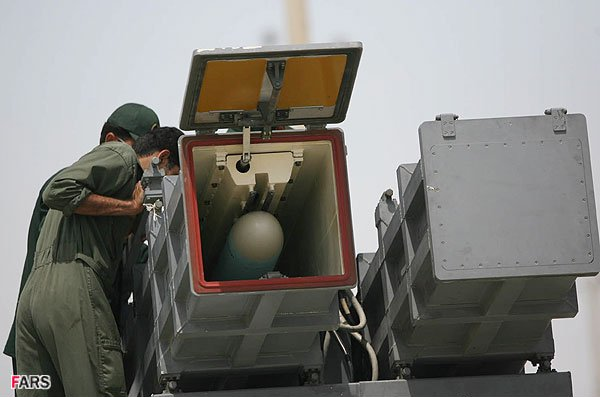
تجهيز أحد نماذج عائلة صواريخ كوثر

## بعض المعدات العسكرية الإيرانية التي تم تزويدها بصواريخ كوثر
طائرة كرار بدون طيار:
جهزت جمهورية إيران الطائرة من دون طيار «كرار» بصاروخ كروز البحري «كوثر». ووفقاً للمعلومات، انه فضلاً عن تجهيز الطائرة القتالية من دون طيار «كرار» بقنابل 250 و 500 باوند فقد تم تجهيزها بصاروخ كروز البحري «كوثر» أيضاً والذي بإمكانه إصابة الأهداف المعادية في البحار. وتعتبر طائرة كرار، مركبة قتال جوية بدون طيار مهاجمة منتجة للجيش في إيران. ويمكنها من تفجير أهداف في سرعة عالية. وهي مركبة طويلة المدى من دون طيار، وأول طائرة استطلاع جوي صنعت في إيران. ويبلغ مدى الطائرة من دون طيار «كرار» 1000 كيلومتر وسرعتها نحو 900 كيلومتر في الساعة، ولها إمكانية حمل شحنة تزن نحو 500 كيلوغرام، وسقف تحليق يتراوح بين 25 ألفاً و 40 ألف قدم (7500 إلى 12000 متر).
زورق أو سفينة ذو الفقار:

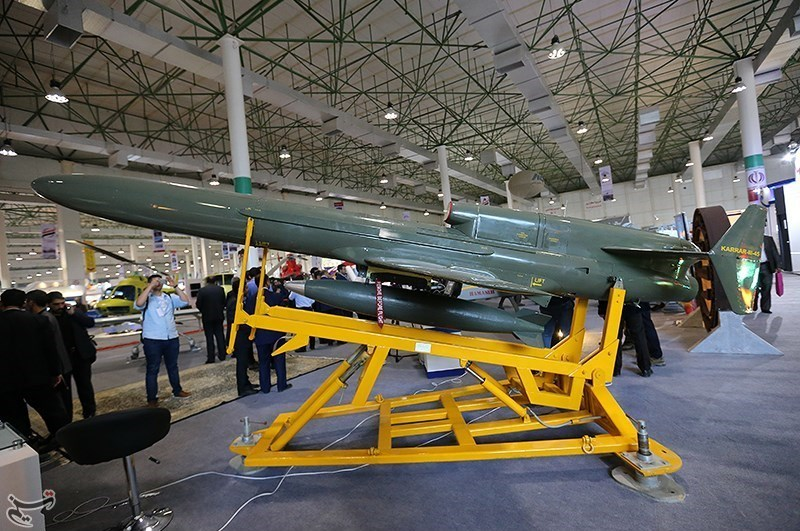
مجموعة من صواريخ كروز نصير الإيرانية

قامت جمهورية إيران بتجهيز الطراز القديم من سفينة أو زورق ذو الفقار بصواريخ «كوثر». فيما تم تجهيز جيلها الجديد بصواريخ نصر-1. وتُعرَف سفينة ذو الفار على أنها سفينة مخصصة للدورية البحرية ومصصمة للهجوم السريع على السفن المعادية ومزودة بصواريخ ورشاشات متطورة. ومن خصائصها، الأداء المناسب والسرعة العالية والمناورة السريعة والملاحة الجيدة، وهي مزودة بأحدث معدات الإتصالات والملاحة البحرية والإلكترونية وهيكلها مصمم ومصنوع وفق المعايير العالمية. وكذلك وفقاً للظروف الجوية لمنطقة الخليج العربي.
مروحية شاهد 285:
تمكنت جمهورية إيران من نصب صواريخ كوثر على مقاتلات القوة الجوية لجيش الجمهورية الإسلامية في إيران. حيث تم في الأعوام الأخيرة بتجهيز مروحية «شاهد 285» والطائرة من دون طيار «كرار» الهجومية بصاروخين من طراز كروز البحري «كوثر». ان لمروحية شاهد 285 ثلاث نماذج، وقد عزز دخولها الخدمة من إجراء العمليات الهجومية والعسكرية الخاصة، وساعد هذا الجيل من مروحية شاهد على قيام قوات حرس الثورة الإسلامية بعمليات استطلاع وتنفيذ عمليات عسكرية على اهداف مختلفة سطحية سواءً كانت برية ام بحرية. ومن جملة الاسلحة التي زوِدَت بها هذه المروحية هي مدفع رشاش وقاذفات صواريخ، وصواريخ موجهة مضادة للدروع، وصواريخ مضادة للسفن من طراز (كوثر).

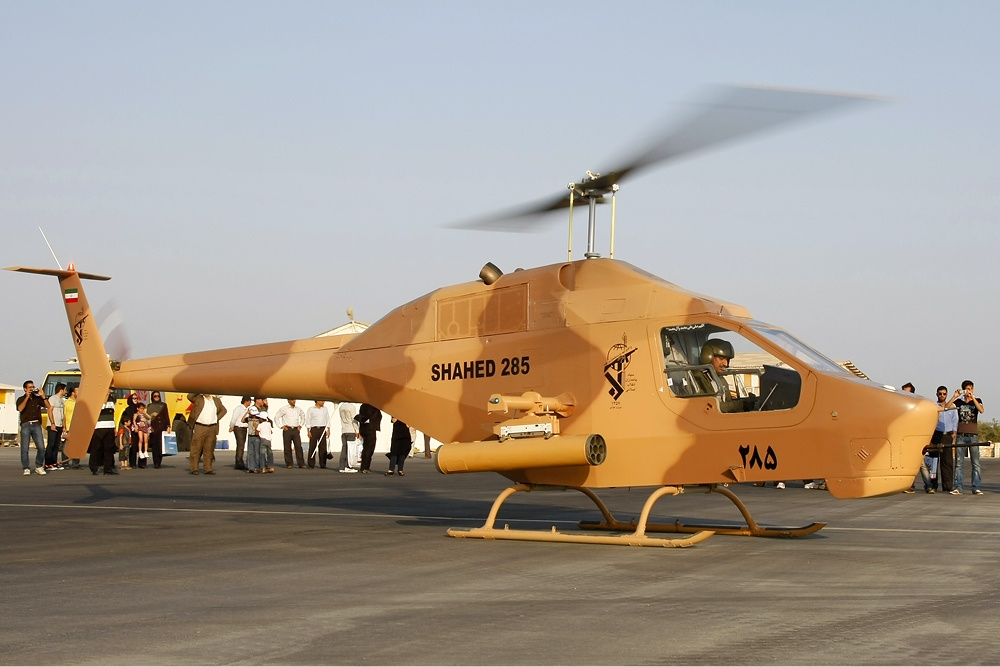
مروحية شاهد 285 الإيرانية، والتي تنتمي لعائلة مروحيات شاهد

## قصف بارجة ساعر-5 الإسرائيلية بواسطة صاروخ كوثر
استخدم حزب الله اللبناني أحد نماذج عائلة صواريخ كوثر ضد سفينة ساعر الإسرائيلية، وذلك في حرب تموز التي شنتها إسرائيل على لبنان سنة 2006م. فعندما وصلت الحرب إلى يومها الثالث وكانت الأوامر الصادرة عن الجيش الإسرائيلي تقضي بفرض حصار بحري على كافة السواحل اللبنانية في البحر المتوسط لمنع دخول أو خروج أية سفينة للمياه اللبنانية، دخلت بارجة إسرائيلية من طراز ساعر 5 إلى المياه اللبنانية واتخذت موقعاً هجومياً قرب الساحل ورغم ان تردد السفن من وإلى لبنان كان ممنوعاً بقرار إسرائيلي، لكن تواجد هذه البارجة الإسرائيلية الشهيرة على بعد عدة كيلومترات من ساحل بيروت كان يشكل ضغطاً نفسياً على أهالي العاصمة اللبنانية. ومن هنا باشر حزب الله في اليوم الثالث من الحرب عملياته وأطلق صاروخ كروز، نجح في إصابة بارجة ساعر 5 المتطورة. وكما أعلن الجيش الإسرائيلي عن قتل 4 عسكريين إسرائيليين وجرح عدد كبير منهم في هذا الهجوم. وقد تم مناقشة هذه القضية بعد إنتهاء الحرب في لجنة (فينوغراد) التي شكلتها إسرائيل لدراسة أسباب هزيمتها. وقد أكدت هذه اللجنة وكذلك الجيش الإسرائيلي نجاح الصاروخ في إصابة بارجة ساعر 5. وأشار التحقيق الإسرائيلي إلى أن الصاروخ الذي أصاب البارجة هو من طراز (نور) البحري الإيراني والذي يبلغ مداه 120 كيلومتر وهو أحد أشهر صواريخ الكروز الإيرانية في وقتها. لكن حزب الله لم يستخدم صاروخ نور في استهداف البارجة ساعر بل استخدم صاروخ كروز أضعف وأصغر بكثير وهو صاروخ (كوثر). يقول التقرير الرسمي للجنة (فينوغراد) الإسرائيلية ان المسافة بين البارجة وساحل بيروت كانت 16 ميلاً، ما يعادل 26 كيلومتراً. في وقت يظهر الفيلم الذي صوره حزب الله عن إصابة البارجة الإسرائيلية بوضوح، ان البارجة كانت على بعد أقل من 15 كيلومتراً من الساحل. حيث تم مشاهدة النيران التي اشتعلت في البارجة بعد الإصابة بوضوح، وقد صور حزب الله هذا المشهد. وبعد 13 عاماً على حرب تموز/ يوليو 2006م في لبنان، عرض حزب الله وللمرة الأولى قوته العسكرية البحرية من خلال برنامج (جند مغرقون). والذي بثته قناة المنار التابعة للحزب، وكشفت القوة البحرية في حزب الله عن «مشاهد جديدة» تُعرَض للمرة الأولى عن عملية استهداف البارجة العسكرية الإسرائيلية «ساعر 5» خلال حرب تموز/ يوليو 2006م، كما عرضت مشاهد لعدد من الصواريخ البحرية المختلفة التي يمتلكها الحزب.

## ردود أفعال
الولايات المتحدة
الخارجية الأمريكية:
أعربت الولايات المتحدة عن قلقها من الاستعراضات العسكرية الإيرانية، إذ صرح الناطق باسم الخارجية الأميركي، آدم إيرلي، أن «اختبار صاروخ وإعلان اختبار طوربيد مزود بقدرات جديدة خلال ثلاثة أيام يظهر وجود برنامج للتعزيز العسكري لدى إيران التي لا تقوم بأي شيء يطمئن جيرانها أو المجتمع الدولي». وأضاف إيرلي أن «الأمر بالتأكيد مدعاة للقلق، في وقت كررت فيه الولايات المتحدة شكوكها بأن إيران تطور سلاحاً نووياً». وأوضح أن طهران «تواصل، بتصميم كبير كما يبدو، تطوير سلاح نووي».
 إيران
الناطق باسم القوات الإيرانية:
أكد الناطق باسم القوات الإيرانية انه لا يمكن لأجهزة الرادار رصد صواريخ كوثر أو الطائرة المائية الجديدة. وأضاف أن الطائرة صغيرة الحجم بطيار واحد تطير على ارتفاع منخفض فوق سطح الماء ويمكن استخدامها كقنبلة طائرة لتنفيذ عملية إنتحارية على سفينة. من جهة أخرى أكد وزير الخارجية الإيراني، منوشهر متقي، أن بلاده لا تعتزم الامتثال لمطالب مجلس الأمن الدولي بالتخلي عن نشاط إيران النووي. وصرح متقي بأن «الجمهورية الإسلامية بدأت نشاطاتها السلمية للحصول على حقها الطبيعي المنصوص عليه في معاهدة الحد من الانتشار النووي وستستمر في هذه النشاطات تحت إشراف الوكالة الدولية للطاقة الذرية.